# Костянтин I (цар Імереті)
Костянтин I (კონსტანტინე I, помер 1327) — цар західногрузинського Імеретинського царства.

## Життєпис
Був сином грузинського царя Давида Наріна від його першої дружини Тамар. Успадкував престол після смерті батька 1293 року. Незважаючи на титул «царя картвелійців та абхазів тощо», мав владу лише в західній частині Грузії зі столицею в Кутаїсі. Зберігав незалежність від монгольського правління, але зіштовхнувся з серйозними внутрішніми проблемами. Під час невдалої громадянської війни зі своїм молодшим братом Михайлом втратив провінцію Рача та верхню Імереті.
Помер 1327 року, не маючи дітей, тому престол успадкував його молодший брат Михайло.